# Châteauneuf-de-Randon

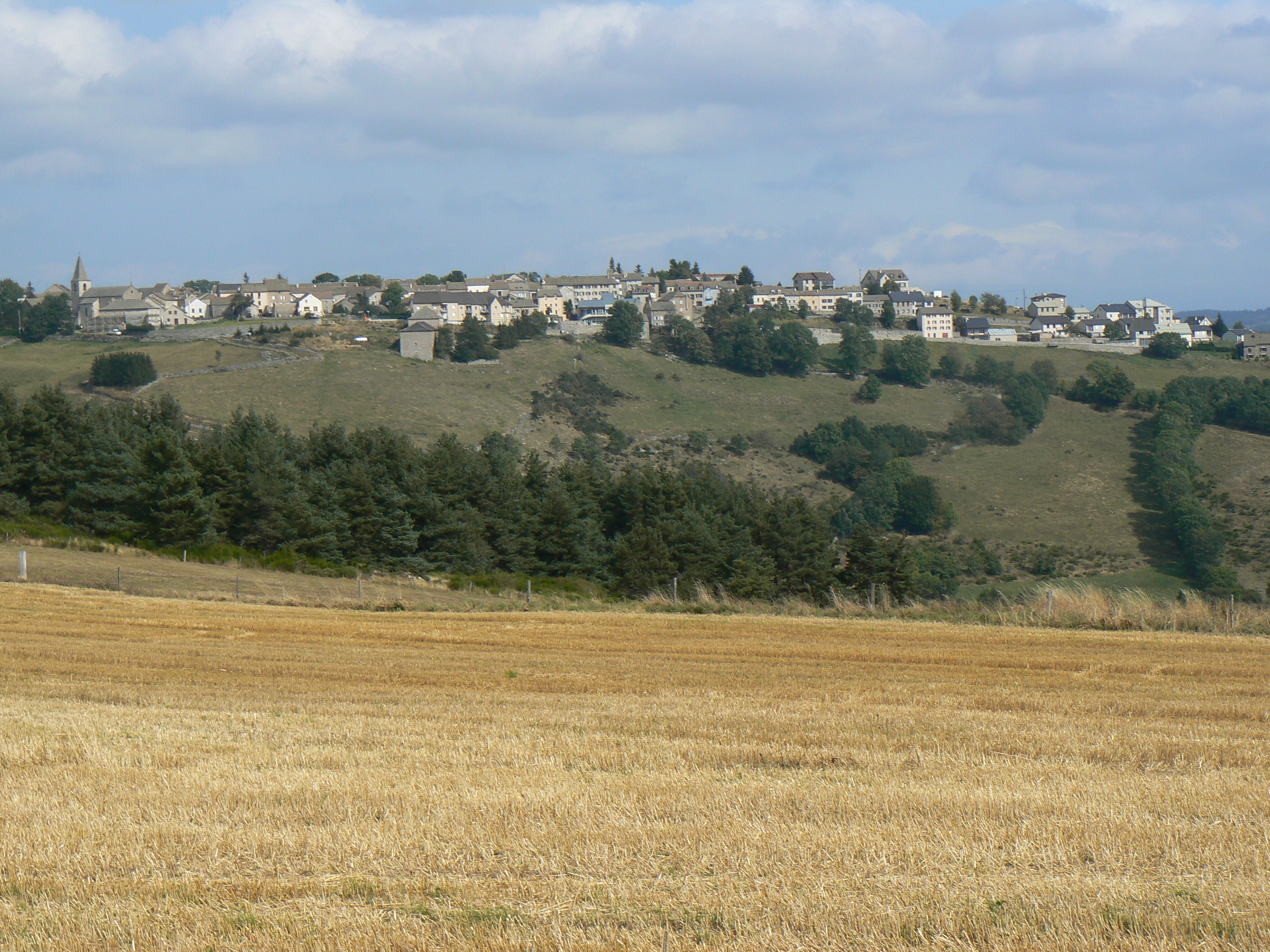
Châteauneuf-de-Randon

Châteauneuf-de-Randon ist eine französische Gemeinde mit 518 Einwohnern (Stand 1. Januar 2022) im Département Lozère in der Region Okzitanien; sie gehört zum Arrondissement Mende und zum Kanton Grandrieu.

## Geschichte
Châteauneuf-de-Randon ist eine mittelalterliche Festung der Familie Randon an der Straße nach Mende aus der Zeit um 1150. Bertrand du Guesclin starb hier 1380 bei der Belagerung der Stadt.

### Bevölkerungsentwicklung
| Jahr      | 1962 | 1968 | 1975 | 1982 | 1990 | 1999 | 2009 | 2018 |
| --------- | ---- | ---- | ---- | ---- | ---- | ---- | ---- | ---- |
| Einwohner | 405  | 403  | 504  | 541  | 536  | 532  | 520  | 538  |

## Sehenswürdigkeiten
- Musée du Guesclin am städtischen Platz
- Kirche Saint-Étienne

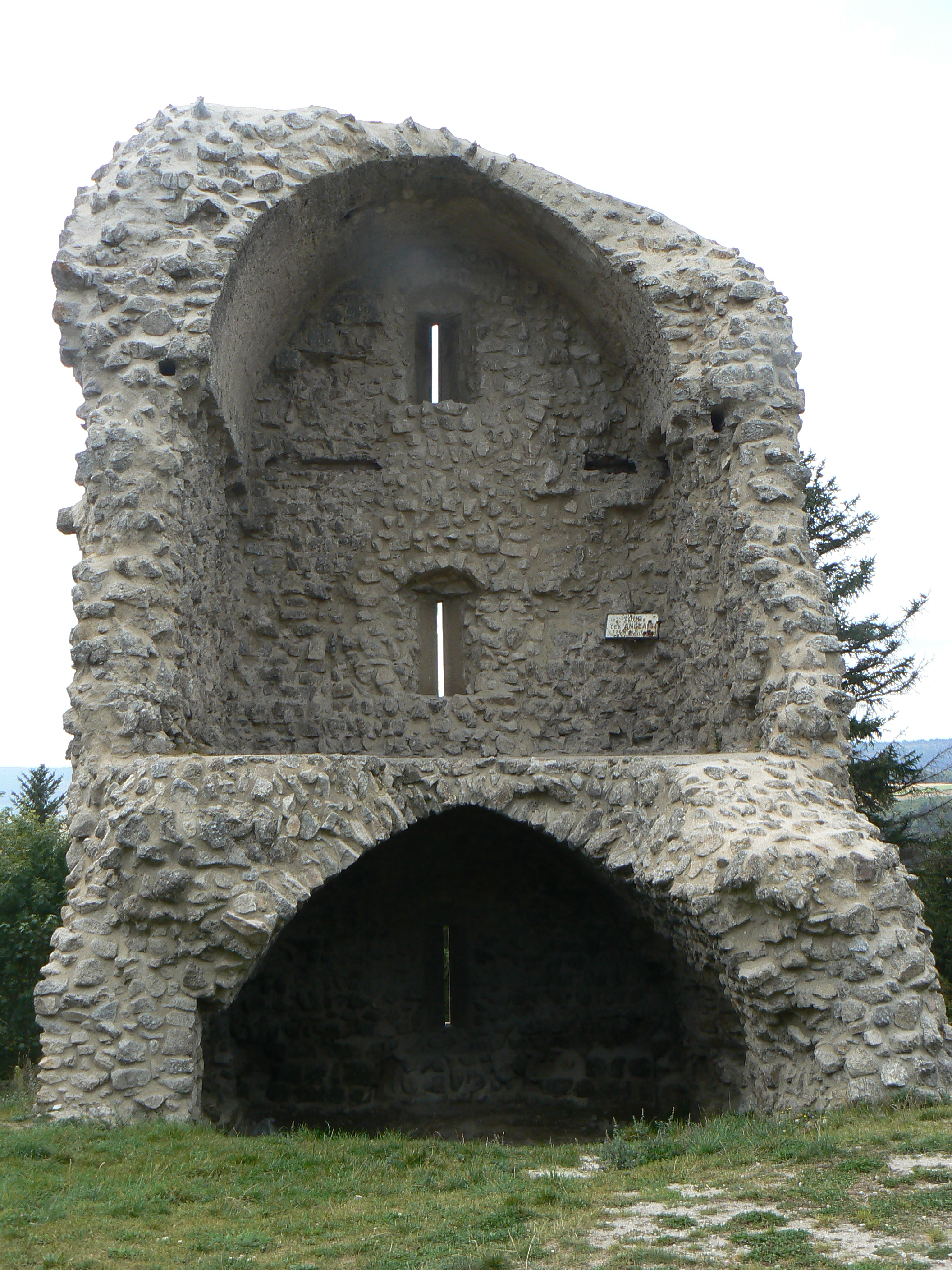
Tour des Anglais
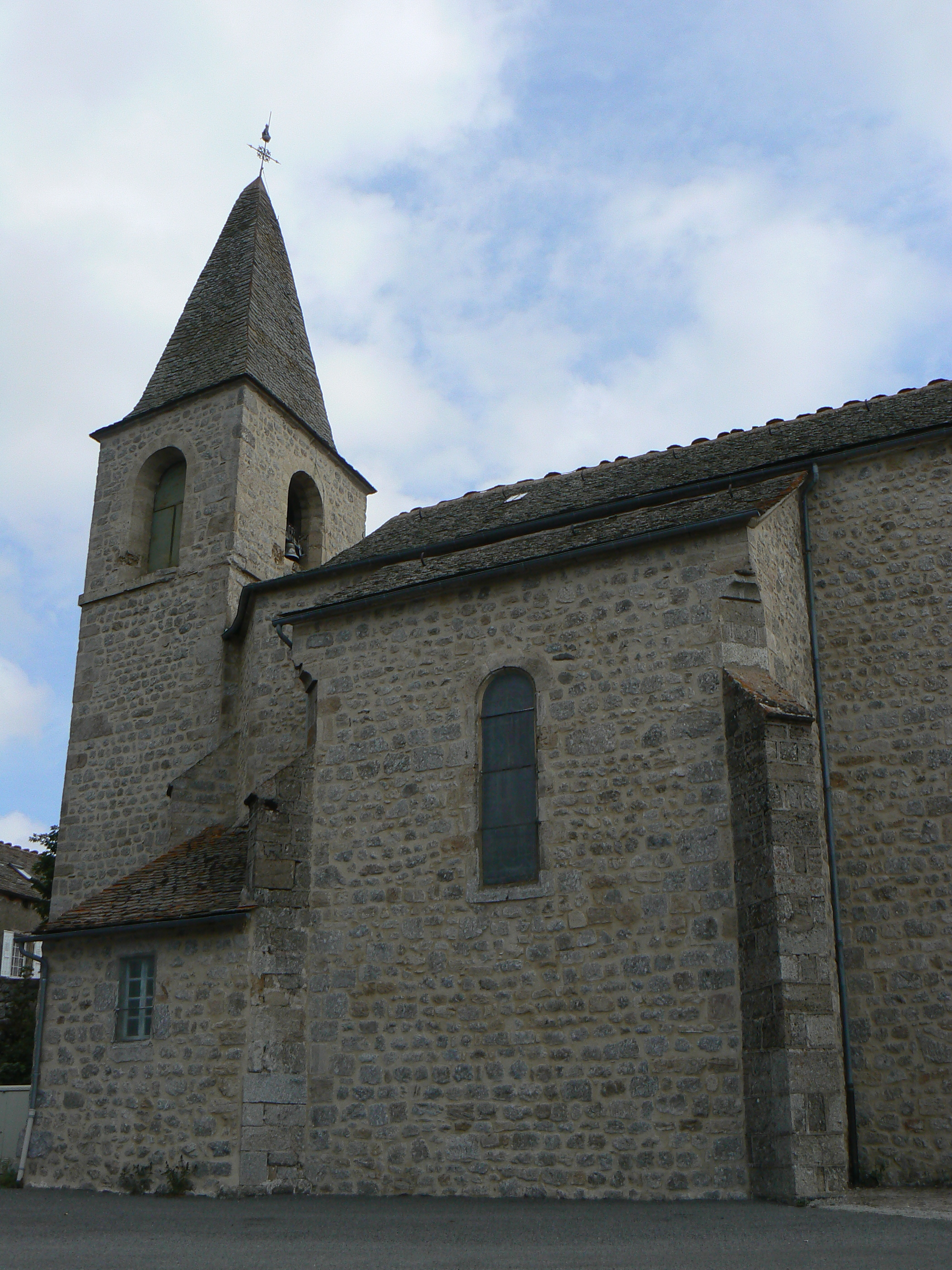
Kirche Saint-Étienne
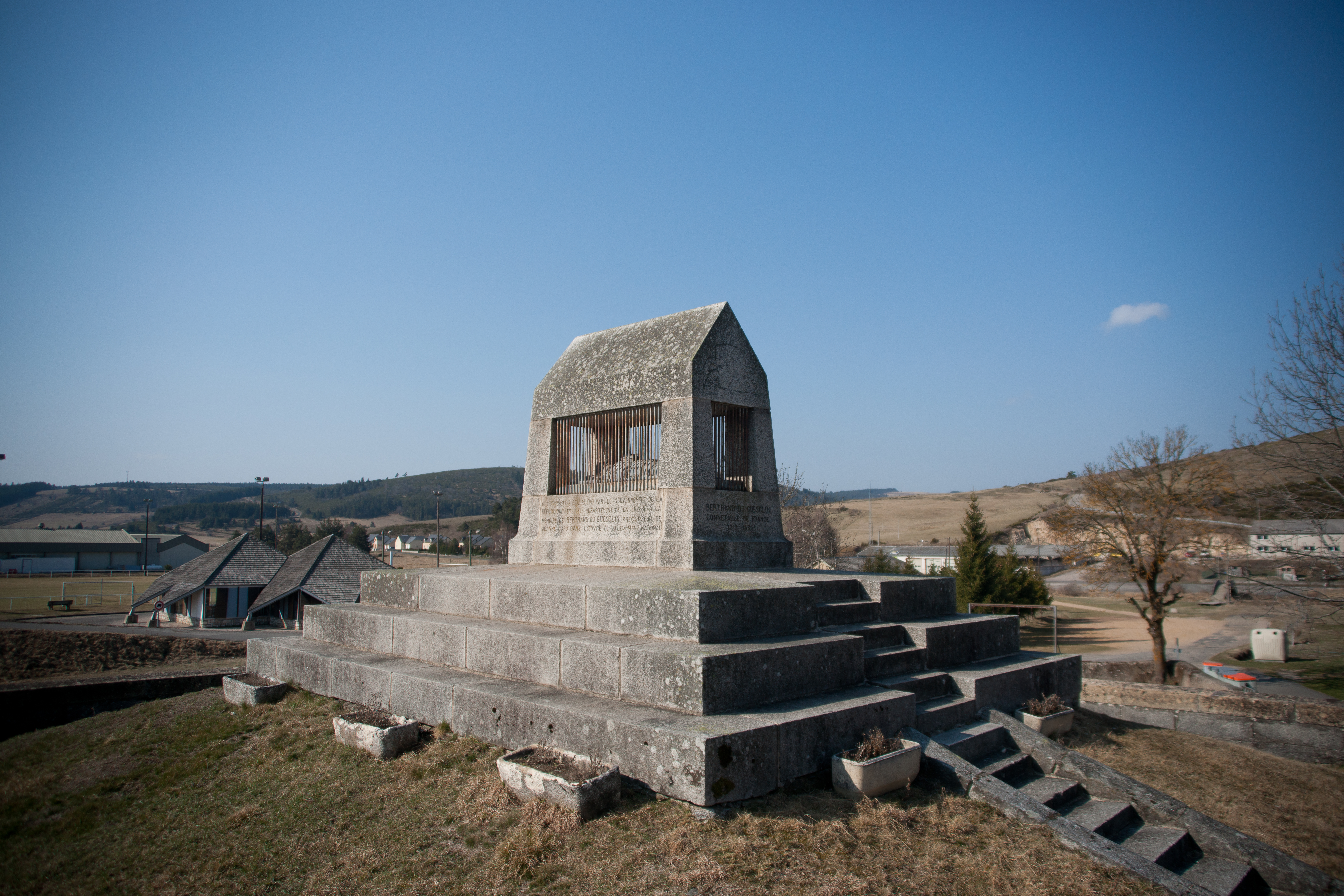
Kenotaph von Bertrand du Guesclin

## Persönlichkeiten
- Bertrand du Guesclin (um 1320–1380), bretonischer Heerführer und Connétable von Frankreich